# 紅冠灰鳳頭鸚鵡
，又名刚刚凤头鹦鹉、刚刚巴丹、刚刚巴旦、甘甘巴丹、红冠巴丹、红冠巴旦，分布於澳大利亚东南部和塔斯马尼亚。它们生活在7月白天温度高於0℃、海拔2,000米以下的地区，夏季栖息於澳大利亚较为凉爽和潮湿的硬叶森林地区，尤其多见於高寒灌丛地区，偶见於温带雨林，冬季栖息於较为干燥开阔的桉树林，或是沿海地区的干旱林，这时人们可能会在城市的公园和花园中观察到这种鹦鹉。
紅冠灰鳳頭鸚鵡是澳大利亞首都特區的动物标志。Gang-gang一词来自新南威尔士原住民恩冈那瓦尔部族（Ngunnawal）或威拉祖利族（Wiradjuri）的语言，可能这两种语言都如此称呼这种鹦鹉。人工养殖和繁殖紅冠灰鳳頭鸚鵡都比较困难，因此目前这种鹦鹉价格昂贵。
紅冠灰鳳頭鸚鵡的寿命至少可达到60年。

## 分布
在澳大利亚，紅冠灰鳳頭鸚鵡的分布范围包括从維多利亞州南部延伸至新南威尔士州南部和中东部的地区。此物种原分布於塔斯马尼亚的国王岛（King Island），但目前在当地已经灭绝。一小群落被引入南澳大利亚州的坎加鲁岛。在新南威尔士州，紅冠灰鳳頭鸚鵡的分布范围包括从东南沿岸延伸至猎人谷（Hunter Valley），以及中央高原地带（Central Tablelands，大分水岭穿过此区域，蓝山亦在此区域内）内陆和西南坡的地区。它们有规律地出现在澳大利亞首都特區。在新南威尔士州内，迷鸟出现的最北点为考夫斯港（Coffs Harbour），最西点为密芝（Mudgee）。

## 特征

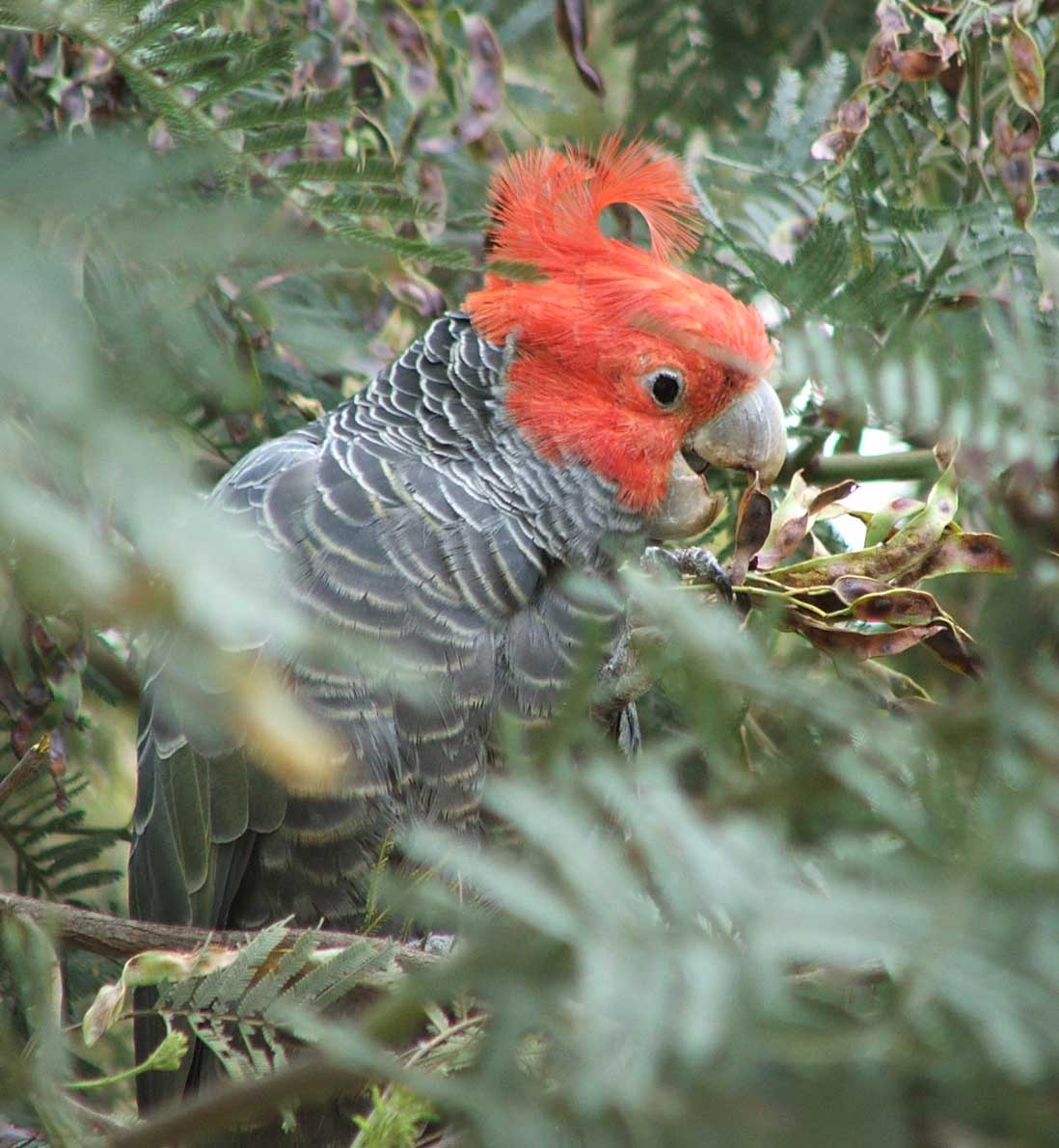
雄鹦鹉

体长32－37厘米，翼展62－76厘米，体重210－340克，在同等体型的鹦鹉中很容易辨认，羽色大体为淡灰色，并有浅色扇状纹饰，雌鹦鹉身上的这种纹饰更为明显，颜色更灰暗；雄鸟头顶有丝束状红色顶冠，而雌鸟头顶为灰色蓬松的冠毛，两性鸟的腹部羽毛有稀疏的浅橙色花边。雏鸟刚开始的样子与雌鸟相似，不过雄性雏鸟很快就会长出红色顶冠。依靠其与众不同的鸣叫声可以很轻松地辨认出这种鹦鹉，这种声音类似开关门嘎吱嘎吱的声音或是木塞从酒瓶拔出的声音。

## 行为
不像其他鳳頭鸚鵡一样，紅冠灰鳳頭鸚鵡在幼小结实的树上筑巢，雌鸟会用它们强壮的喙在树干上来开凿巢穴，或是在结实的大树枝上筑巢。它们的巢穴往往距离水源较近，大部分时间都会用来觅食。它们大部分时间只会待在树上，到地面上的唯一目的就是饮水。繁殖期时它们会群居，在冬季时一个小群落最多可以包含60个巢。它们主要是食物是桉树种子，同时还有金合欢、火棘、山楂，而其他的浆果、坚果、绿色植物、昆虫和其幼虫也被它们食用。觅食时，它们会撞击有种子和果实的枝条，然後用爪子抓住落下的食物，最後用喙啄食。在非常炎热的时候，它们会躲在树荫下，在下雨或下雪时，它们会围绕树木绕圈飞行。

## 繁殖

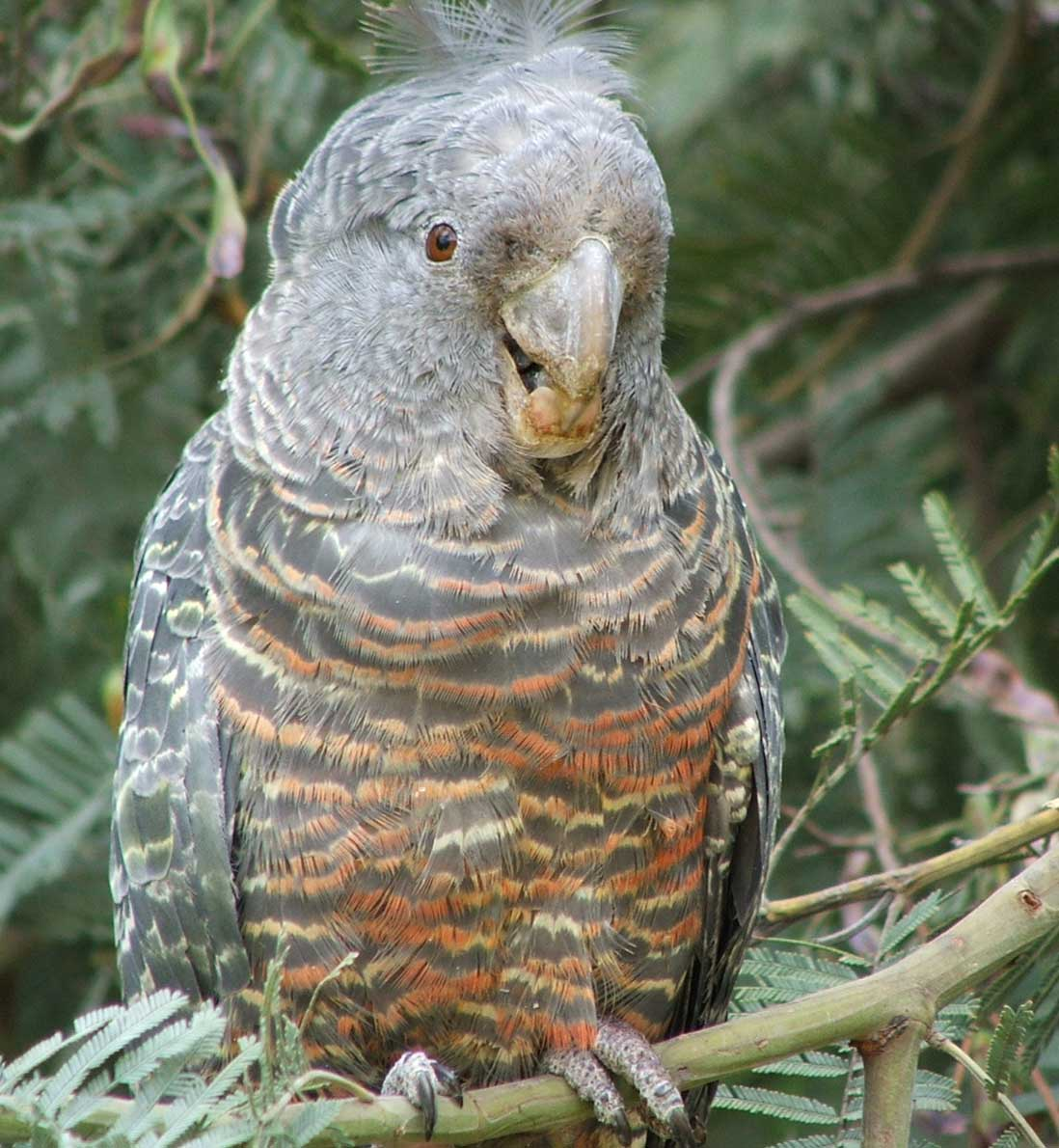
雌鹦鹉

它们往往在底层植物稠密的茂盛硬叶林中繁殖，偶尔在沿海森林繁殖。繁殖期通常为10月至翌年1月，一般在大概4岁时开始繁殖。雄鸟会在雌鸟旁边轻柔的鸣叫，雌鸟会选择自己合意的配偶 。雌鸟每次产卵2－3枚，每枚长36毫米，直径27.5毫米。雄鸟和雌鸟都会孵蛋，雌鸟通常在夜间孵蛋，雄鸟在白天孵蛋，孵化需要28－30天。目前还没有观察到紅冠灰鳳頭鸚鵡在繁殖期内伴侣共同觅食的情况。雏鸟在出生後2－3周时会长出羽毛，这段时间内它们也会第一次睁开眼睛，47－50天第一次离巢。雏鸟在2－3个月内都需要父母喂养。这种鹦鹉通常是季节性的迁徙，而且不同季节里在其分布区内往往不在固定地点哺育子女。

## 保護現狀

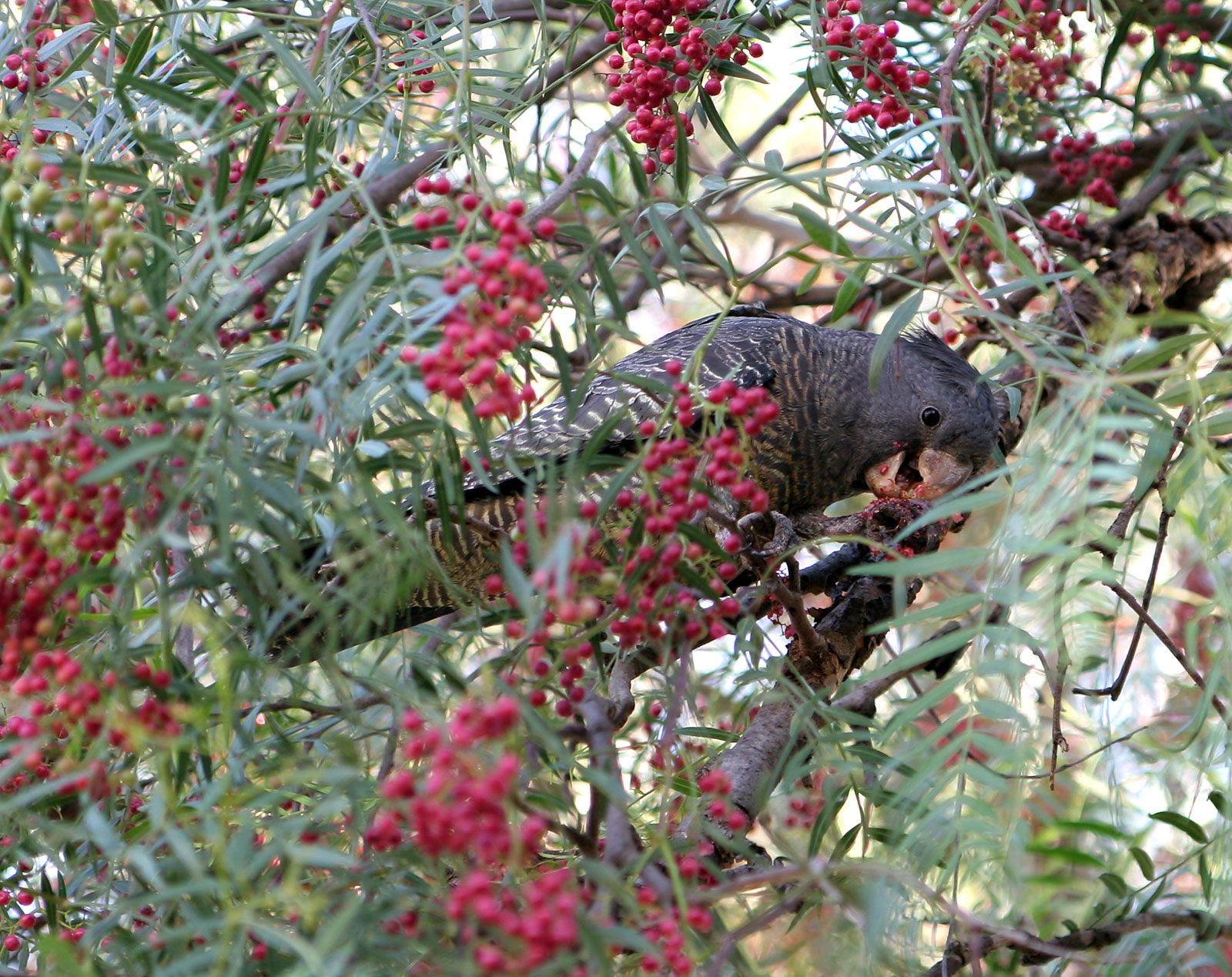
正在觅食的雌鹦鹉

过多空心老树，以及澳大利亚东南部荒地的过度开垦导致觅食栖息地丧失，因此近年来此物种数量的大幅降低，不过这种鹦鹉目前还未受威胁。

## 分類
紅冠灰鳳頭鸚鵡常与凤头鹦鹉属（Cacatua）联系在一起，不过这一点往往有争议，因为这种鹦鹉的外形和羽色与凤头鹦鹉属差别很大，而且紅冠灰鳳頭鸚鵡是两性异形的。新研究结果已经解决了这个问题，紅冠灰鳳頭鸚鵡被认作是黑凤头鹦鹉的早期分支（Brown & Toft, 1999）。根据新发表的强有力的种系发生学成果，从凤头鹦鹉在进化中得到和失去的性状可以看出，虽然紅冠灰鳳頭鸚鵡在2千万年中性状变化很大，其仍然可能是与原始凤头鹦鹉的共同祖先最相似的一种鹦鹉。